# City-Pier-City Loop 1979
De vijfde editie van de City-Pier-City Loop vond plaats op zondag 31 maart 1979.
De winnaar was de 27-jarige Noor Øyvind Dahl met een finishtijd van 1:03.07. Dit was zijn eerste van de in totaal drie overwinningen die hij zou behalen bij dit evenement. Hij bleef de West-Duitser Joachim Schirmer op de finish tien seconden voor. Dahl voerde de wedstrijd vanaf het begin af aan. Hij kwam door bij de 5 km in 14.16 en bij de 10 km in 29.45. Na afloop meldde hij dat hij door barre weersomstandigheden thuis niet kon trainen en zijn conditie op peil had gehouden met traplopen. Er namen dit jaar geen vrouwen deel aan dit evenement.
Het landenklassement bestond dit jaar uit Noorwegen (goud, 15 punten), West-Duitsland (zilver, 16 punten) en Engeland (brons, 29 punten).

## Uitslagen
| rang   | naam                | land | tijd    |
| ------ | ------------------- | ---- | ------- |
| Goud   | Øyvind Dahl         | NOR  | 1:03.07 |
| Zilver | Joachim Schirmer    | FRG  | 1:03.17 |
| Brons  | Inge Simonsen       | NOR  | 1:03.20 |
| 4      | Werner Dörrenbächer | FRG  | 1:03.20 |
| 5      | Svein-Arve Pedersen | NOR  | 1:03.57 |
| 6      | Trevor Wright       | ENG  | 1:04.10 |
| 7      | Jörgen Lauenborg    | DEN  | 1:04.21 |
| 8      | Colin Taylor        | ENG  | 1:04.40 |
| 9      | Jan Fjaerestad      | NOR  | 1:04.45 |
| 10     | Spöttel             | FRG  | 1:04.49 |
| 14     | Ad Buys             | NED  | 1:05.34 |
| 16     | Theo Verbeek        | NED  | 1:05.36 |
| 17     | Henk Kalf           | NED  | 1:05.38 |

1975 ·
1976 ·
1977 ·
1978 ·
1979 ·
1980 ·
1981 ·
1982 ·
1983 ·
1984 ·
1985 ·
1986 ·
1987 ·
1988 ·
1989 ·
1990 ·
1991 ·
1992 ·
1993 ·
1994 ·
1995 ·
1996 ·
1997 ·
1998 ·
1999 ·
2000 ·
2001 ·
2002 ·
2003 ·
2004 ·
2005 ·
2006 ·
2007 ·
2008 ·
2009 ·
2010 ·
2011 ·
2012 ·
2013 ·
2014 ·
2015 ·
2016 ·
2017 ·
2018 ·
2019 (afgelast) ·
2020 ·
2021 (afgelast) ·
2022 ·
2023 ·
2024